# Relaciones Nicaragua-Uruguay
Las relaciones Nicaragua-Uruguay se refieren a las relaciones bilaterales entre la República de Nicaragua y la República Oriental del Uruguay. Ambas naciones son miembros de la Comunidad de Estados Latinoamericanos y del Caribe, Grupo de los 77, Naciones Unidas, Organización de Estados Americanos y la Organización de Estados Iberoamericanos.

## Historia
Durante la colonización española, ambas naciones formaron parte del Imperio español. Durante el período colonial español, Nicaragua fue gobernado por el Virreinato de Nueva España en la Ciudad de México, mientras que Uruguay fue parte del Virreinato del Río de la Plata y se administró desde Buenos Aires. En 1828, Uruguay obtuvo su independencia después de la Guerra del Brasil. En 1841, Nicaragua obtuvo su independencia después de la disolución de la República Federal de Centro América. 
Las relaciones bilaterales entre ambas naciones han tenido lugar principalmente en foros multilaterales. En agosto de 1998, el presidente de Nicaragua Arnoldo Alemán realizó una visita a Uruguay y se reunió con el presidente Julio María Sanguinetti. En noviembre de 2006, el vicepresidente de Nicaragua realizó una visita a Montevideo, Uruguay para asistir a la XVI Cumbre Iberoamericana. En marzo de 2013, el canciller uruguayo Luis Almagro realizó una visita a Managua y se reunió con el presidente Daniel Ortega.
En 2021, Uruguay cerró su embajada en Managua debido a restricciones presupuestarias. Sin embargo, la embajada fue reabierta en 2023.

## Acuerdos bilaterales

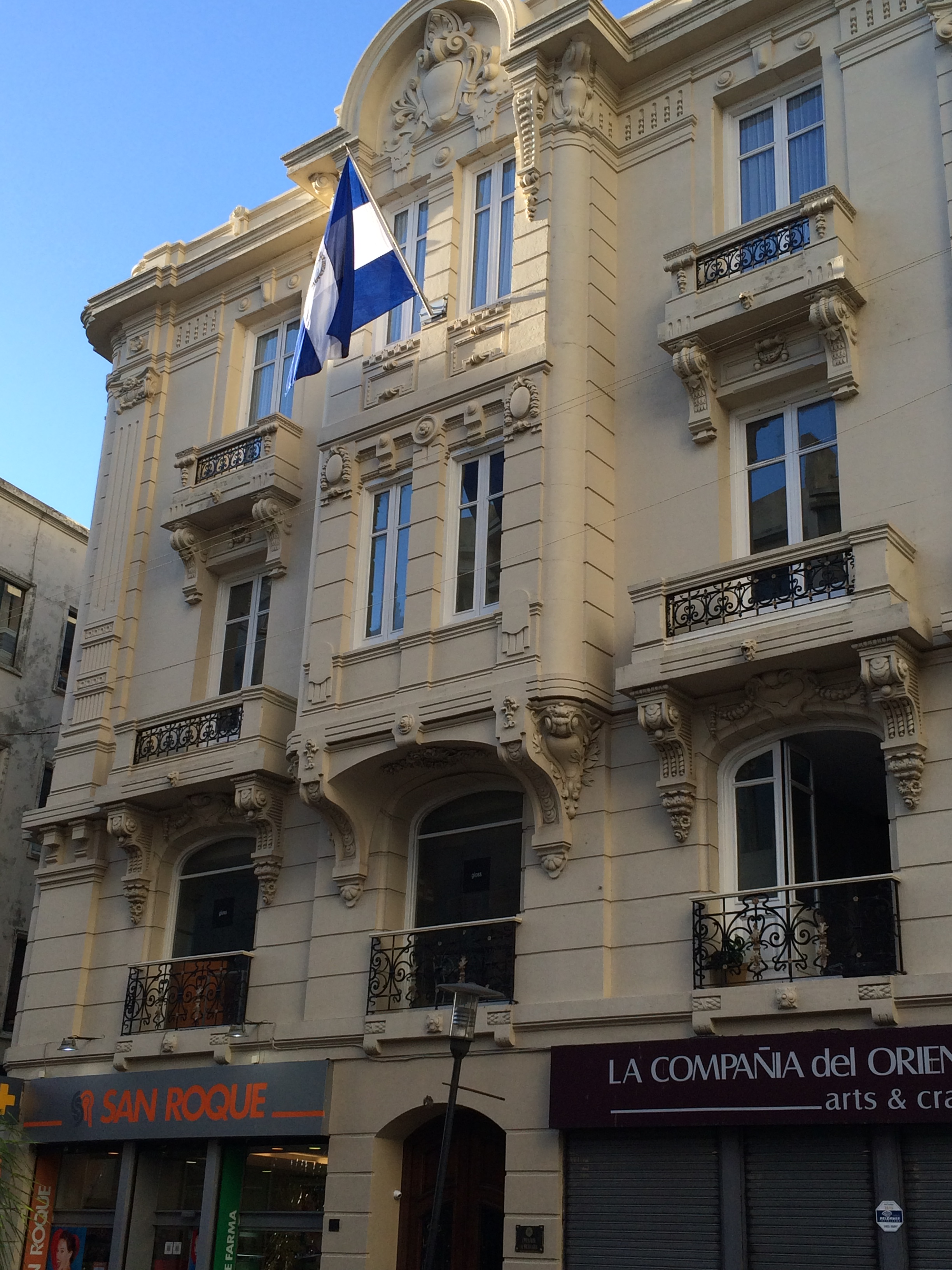
Embajada de Nicaragua en Montevideo

Ambas naciones han suscrito varios acuerdos tales como un Acuerdo sobre la eliminación de visas para titulares de pasaportes válidos de cualquier tipo de ambos países (1993); Memorándum de Entendimiento de Cooperación Académica entre ambas naciones Ministerios de Relaciones Exteriores (1998); Convenio de Cooperación e Intercambio Cultural (1998); Acuerdo de Cooperación Turística (1998); Convenio de Cooperación Técnica y Científica (1998); y un Acuerdo de Cooperación en Materia Agrícola (2014).

## Misiones diplomáticas residentes
- Nicaragua tiene una embajada en Montevideo.
- Uruguay está acreditado ante Nicaragua desde su embajada en Ciudad de Guatemala, Guatemala.